# Камбъл (остров)

Остров Камбъл (на английски: Campbell Island) е 35-ият по големина остров край западните брегове на Канада в Тихия океан. Площта му е 132 km2, която му отрежда 142-ро място сред островите на Канада. Административно принадлежи към канадската провинция Британска Колумбия.
Островът се намира край западното крайбрежие на Британска Колумбия, в източната част на залива Кралица Шарлота. Протока Раймонд на северозапад го отделя от остров Хорсфал, протока Сийфорт на североизток – от островите Чатфийлд и Кънингам, а протока Хънтър – от островите Дени на изток и Хънтър на югоизток. Има удължена форма от север на юг на 22 км, а максималната му ширина е 9 км.
Остров Хънтър има силно разчленената брегова линия с дължина 124 км. Особено силно разчленено е южното и западното крайбрежие на острова, изпъстрено със стотици малки заливчета, полуострови, островчета, скали и рифове, образуващи цял архипелагаг, зад който е малкия остров Гус.
По-голямата част на острова е равнинна и нискохълмиста с максимална височина от 333 м (връх Маунт Ханд) в северната част. Има множество малки езера, най-голямо от които е Маклоклин.
Климатът е умерен, морски, влажен, предпоставка за пълноводни почти през цялата година къси реки. Голяма част от острова е покрита с гъсти иглолистни гори, които предоставят идеални условия за богат животински свят.
На североизточното крайбрежие на острова, срещу остров Дени е разположено единственото селище Бела Бела с население около 1400 жители, занимаващи се предимно с обслужване на хилядите туристи посещаващи острова през уикендите и летните месеци и риболов. Селището е основано първоначално на съседния остров Дени в средата на XIX в. от „Компанията Хъдсънов залив“, търгуваща с ценни животински кожи, но по-късно е преместено на по-удобното и защитено от студените северни ветрове североизточно крайбрежие на Камбъл. Северно от селището има летище с писто дълга 1200 м, чрез което селището и района поддържат редовна авиовръзка с градовете Ванкувър и Клемту.
Остров Камбъл е открит и първоначално изследван през юли 1788 г. от английския търговец на ценни кожи Чарлз Дънкан. От 1857 до 1870 британският морски капитан Даниел Пендър извършва мащабни топографо-геодезически дейности по цялото западно крайбрежие на Британска Колумбия, като в периода 1866-1869 г. изследва и картира тези райони от крайбрежието и тогава кръщава острова в чест на д-р Самюъл Камбъл, изпълняващ длъжността корабен лекар на борда на кораба на Пендър в периода от 1857 до 1861 г.